# Odontoptila obrimo
Odontoptila obrimo är en fjärilsart som beskrevs av Druce 1892. Odontoptila obrimo ingår i släktet Odontoptila och familjen mätare. Inga underarter finns listade i Catalogue of Life.